# Kalipadang
Kalipadang is een bestuurslaag in het regentschap Gresik van de provincie Oost-Java, Indonesië. Kalipadang telt 2685 inwoners (volkstelling 2010).